# Pour une poignée d'ivoire
Pour une poignée d'Ivoire (por un puñado de marfil) es un libro autobiográfico escrito por Jean-Claude Vignoli sobre su trabajo como cazador de traficantes de animales en África. Explica cómo en el contexto de su trabajo con la ONG EAGLE, participó en la destrucción de un red mafiosa en Costa de Marfil en 2018, en particular con la sentencia de un notorio traficante vietnamita a 1 año y medio de prisión. El marfil estaba escondido en tablas huecas y se enviaba en barco al mercado europeo o asiático.
Como explica el autor, quiere alertar sobre la pérdida de megafauna africana, como los elefantes que están desapareciendo del continente por motivos económicos. : el kilo de cuerno de rinoceronte, por ejemplo, se cotiza a 100 000 dollars el kilo. Según él, el consumo desenfrenado de nuestras sociedades es responsable de la desaparición de lo vivo.